# Sićevokloof
De Sićevokloof (Servisch: Сићевачка клисура, Sićevačka klisura) is een 15,9 kilometer lange kloof waar de Nišava doorheen loopt, ongeveer 20 kilometer van de stad Niš nabij het stadje Sićevo dat in de gemeente Niška Banja ligt.
Op de hellingen van de kloof zijn vele weekendhuisjes en in de buurt wordt aan kleinschalige wijnbouw gedaan. Ook zijn er een aantal kerken en kloosters. Daarnaast staat de omgeving bekend als paragliding-gebied, in 2005 zijn hier World Cup wedstrijden gehouden. Voor elektriciteitswinning zijn er twee waterkrachtcentrales, hiervoor is de loop van de Nišava in een aftakking gekanaliseerd, zodat het meeste water langs de turbines loopt.
De kloof is een categorie V op de lijst van de IUCN en is daarmee een beschermd gebied. In dit gebied groeien een aantal beschermde planten.